# Holoda Attila
Holoda Attila István  (Hajdúszoboszló, 1964. április 16. –) egykori magyar energiaügyi helyettes államtitkár, 2013 óta az Aurora Energy Kft. ügyvezető igazgatója.

## Tanulmányai
Középiskolai tanulmányait Hajdúszoboszlón végezte a Hőgyes Endre Gimnáziumban.

### Végzettségei
- 1983–1989 Gubkin Olaj- és Gázipari Egyetem, Moszkva

Okleveles bányamérnök (olajmérnök)
- 1997–2000 Közgazdaságtudományi és Államigazgatási Egyetem,

Budapest, MBA menedzser/pénzügy szak
- 2010–2012 Econovum Akadémia / Newport International University

Ph. D. in Business Administration

## Gyermekei
Holoda Péter és Holoda Gergely.

## Életpályája
1989. július 24-től 1993. december 31-ig a  MOL Rt. illetve annak jogelődjénél, a Nagyalföldi Kőolaj- és Földgáztermelő Vállalat, Hajdúszoboszlói Bányászati Üzemnél volt termelési részlegvezető, majd 1994. január és 1995. szeptember között a EMBAVEDJOIL kazah-magyar vegyesvállalatnál volt Kazahsztánban vezérigazgató-helyettes, a MOL kazahsztáni képviselője.
1995. október és 1997. április között a MOL Rt. Hajdúszoboszlói Bányászati Üzemnél, termelési főmunkatárs, majd 1997. május és 1999. október között a MOL Rt. Hajdúszoboszlói Bányászati Üzemnél koordinációs főmérnök. Ezt követően a MOL Nyrt. Kutatás-Termelés Divíziójánál dolgozott különböző beosztásokban, utolsóként 2007. április és 2012. július között annak vezetőjeként. 
A második Orbán-kormány idején a Nemzeti Fejlesztési Minisztérium, energetikáért felelős helyettes államtitkárként dolgozott 2012. augusztustól 2012. december 1-jéig, lemondásáig
2013 óta ügyvezető igazgatója a 2013. május 29-én alapított Aurora Energy Kft-nek.
Több kereskedelmi televízió műsoraiban évek óta gyakran nyilatkozik, főként energiapolitikai, különösen rezsicsökkentéssel kapcsolatos kérdésekben.

## Nyelvismerete
- orosz, angol, francia